# 4185 Phystech
4185 Phystech eller 1975 ED är en asteroid i huvudbältet som upptäcktes den 4 mars 1975 av den ryska astronomen Tamara Smirnova vid Krims astrofysiska observatorium på Krim. Den har fått sitt namn efter ett tekniskt institut i Moskva.